# Phép xã giao tại Trung Đông

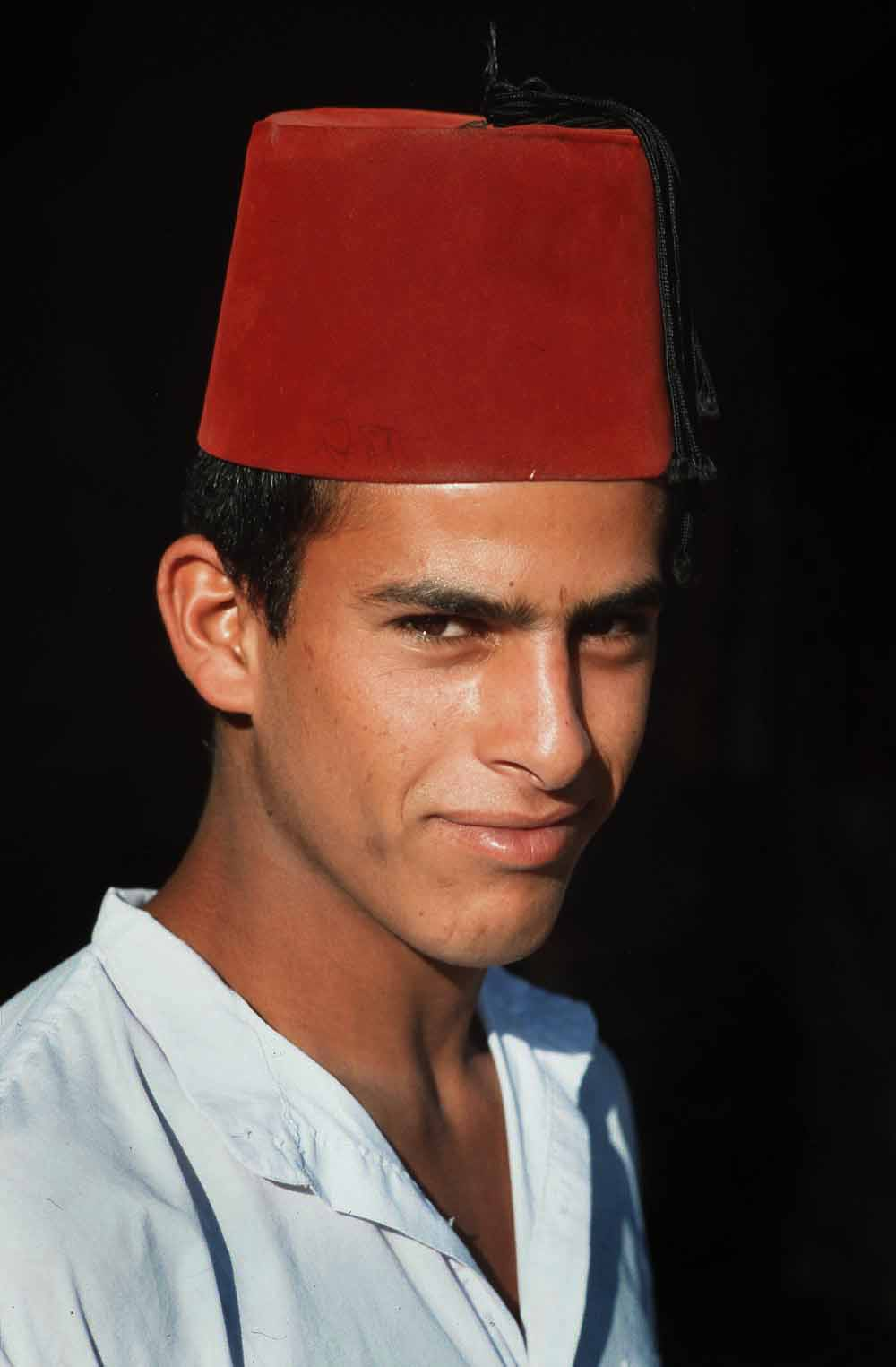
Vùng Trung Đông bao gồm vô số các xã hội với nhiều truyền thống về nghi thức xã giao khác nhau. Người Bedu như cậu bé này luôn đội chiếc mũ fez (mũ đầu đuôi seo) trên đầu vì theo truyền thống nó thể hiện sự hiếu khách.

Nhiều nghi thức xã giao tại khu vực Trung Đông được gắn kết với đạo Hồi như đã được ghi chép trong kinh Koran và theo truyền thống nó được thấu hiểu, thấm nhuần và thực hành xuyên suốt nhiều thế kỷ. Nghi thức Hồi giáo bắt buộc ý muốn nói đến Adab, và được diễn giải là "tế nhị, xử sự tốt, có đạo đức, hợp đạo lý, đúng mực, có phép tắc, có tính quần chúng và sự ngay thẳng".